# Bacn
A bacn (kiejtése mint a „bacon”, szalonna szóé) az informatikában a kéretlen e-mail, azaz spam (szó szerint: löncshús) fogalmának továbbgondolása; olyan e-mail, amire a címzett előfizetett, ezért nem minősül kéretlennek, de gyakran hosszú ideig (vagy akár örökre) olvasatlan marad. A bacn egy leírás szerint „olyan e-mail, amit elolvasnál, csak nem most rögtön.”
A bacn nem ugyanaz, mint a kéretlen levél: a címzett valamilyen módon feliratkozott rá. Nem is feltétlenül küldik ki őket tömegesen. A bacn (szalonna) a nevét a következő gondolatból kapta: „jobb, mint a spam (=löncshús), de nem olyan jó, mint a személyes e-mail”.
Az elnevezés állítólag egy Pittsburghben, 2007 augusztusában megtartott webes Podcamp2 találkozón született.
Tipikus bacn üzenetek közé tartoznak a hírfigyelő-riasztások, periodikus üzenetek elektronikus kereskedőktől, akiktől korábban vásárolt valaki, szociális hálózatok üzenetei, wiki figyelőlisták stb.